# Damlaran
Damlaran (Damlara, Dam-laran) ist ein osttimoresischer Ort in der Aldeia Harame (Suco Aidabaleten, Verwaltungsamt Atabae, Gemeinde Bobonaro). Er liegt in einer Meereshöhe von 192 m.
Das Dorf Damlaran befindet sich im Osten der Aldeia, an der Überlandstraße, die in Biacou von der nördlichen Küstenstraße abzweigt. Südlich schließt sich das Dorf Ramelaran an. Westlich liegt an der Straße das Dorf Harame. In Damlaran befindet sich eine Grundschule.